# Дикинсон, Сэм
Сэм Дикинсон (англ. Sam Dickinson; род. 7 июня 2006, Торонто, Онтарио, Канада) — канадский хоккеист, защитник, выступающий за команду «Лондон Найтс» в хоккейной лиге Онтарио (OHL), с подписанным контрактом новичка с «Сан-Хосе Шаркс» из Национальной хоккейной лиге (НХЛ). Он был выбран «Шаркс» под общим 11-м номером на драфте НХЛ 2024 года.

## Карьера
Дикинсон играл в хоккей в старшей школе Святого Михаила в Торонто.
«Ниагара АйсДогз» выбрали его под общим 4-м номером на драфте Хоккейной лиги Онтарио (OHL) 2022 года. Команда не смогла договориться о встрече с представителем или семьёй Дикинсона, и права на игрока в OHL были обменяны в «Лондон Найтс» на семь выборов драфта. Хотя также на драфте Хоккейной лиги США его выбрала команда «Чикаго Стил», в конечном итоге защитник решил подписать контракт с «Найтс».
В сезоне 2022/23, Дикинсон забил девять голов и набрал 23 очка в 62 матчах регулярного сезона. В 21 игре плей-офф он забил четыре гола и набрал восемь очков. После выхода «Найтс» в финал OHL, Сэм вернулся в Торонто, чтобы тренироваться со школьной командой. Он был включён в первую сборную новичков OHL по итогам сезона.
В сезоне 2023/2024, с уходом Логана Мейлу из «Найтс», Дикинсон стал основным защитником при игре на синей линии. Он также отличился в период четырнадцати матчей «Найтс» (продлившийся с 14 декабря по 20 января) без своих ведущих игроков Истона Коуэна и Оливера Бонка, отсутствовавших из-за участия в чемпионате мира по хоккею с шайбой среди молодёжных команд 2024. «Найтс» выиграли все те четырнадцать игр, поднявшись на вершину турнирной таблицы OHL. Дикинсон был назван игроком недели OHL, за неделю, закончившуюся 1 января 2024 года. На игре лучших проспектов CHL/NHL 2024 он был капитаном команды Канада Red. Дикинсон закончил регулярный чемпионат с 70 очками в 68 матчах (четвертым по результативности защитником в лиге) в то время как «Найтс» получили «Гамильтон Спектэйтор Трофи» как лучшая команда в регулярном сезоне. Впоследствии он был включён во вторую сборную всех звёзд OHL. «Найтс» вышли в финал OHL второй год подряд, на этот раз выиграв Кубок Джей Росса Робертсона. Впоследствии Дикинсон играл на  Мемориальном кубке 2024 года, где «Найтс» проиграли финальную игру «Сагино Спирит».
На драфте НХЛ 2024 года Дикинсон был выбран под 11-м номером командой «Сан-Хосе Шаркс». Он подписал контракт новичка с «Шаркс» 10 июля 2024 года, но продолжил выступать за «Лондон». В 55 играх с «Найтс» в сезоне 2024/25 он забил 29 голов и отдал 62 результативные передачи, установив новый рекорд команды среди защитников по набранным очкам. Дикинсон возглавил OHL по плюс-минус (с показателем +64) и получил Макс Камински Трофи как защитник года OHL, а также был включён в пераую сборную всех звёзд OHL. В плей-офф «Найтс» снова вышли в финал чемпионата, победили «Ошава Дженералз» и завоевали второй подряд Кубок Джей Росса Робертсона. На Мемориальном кубке 2025 года «Рыцари» вышли в финал второй год подряд, но на этот раз победили «Медисин-Хат Тайгерс» и завоевали трофей. Дикинсон был включен в сборную всех звёзд Мемориального кубка. Защитник охарактеризовал результат как то «над чем мы [Лондон Найтс] работали три года». Также он получил награду «Лучший защитник года CHL».

## Международная карьера
Дикинсон был капитаном Канады BLACK на Мировом кубке вызова 2022, забил гол и отдал голевую передачу в семи матчах, а также был включён в сборную всех звёзд турнира.
Дикинсон выиграл золотую медаль на Кубке Глинки-Гретцки 2023 года, где он был альтернативным капитаном сборной Канады.

## Статистика
| Легенда | Легенда                    | Легенда | Легенда                   | Легенда | Легенда    |
| ------- | -------------------------- | ------- | ------------------------- | ------- | ---------- |
| И       | Количество проведённых игр | Штр     | Штрафное время            | +/−     | Плюс-минус |
| Г       | Голы                       | П       | Голевые передачи          | О       | Очки       |
| -       | Статистика неизвестна      | —       | Статистика не учитывалась |         |            |

## Достижения
| Награда                                            | Год        | Прим.         |
| CHL                                                | CHL        | CHL           |
| -------------------------------------------------- | ---------- | ------------- |
| Попадание в сборную всех звёзд Мемориального кубка | 2025       | [ 21 ]        |
| Мемориальный Кубок                                 | 2025       | [ 21 ]        |
| Лучший защитник года CHL                           | 2025       | [ 22 ]        |
| OHL                                                |            |               |
| Попадание в первую сборную всех новичков OHL       | 2023       | [ 6 ]         |
| Кубок Джей Росса Робертсона                        | 2024, 2025 | [ 13 ] [ 20 ] |
| Попадание в вторую сборную всех звёзд OHL          | 2024       | [ 12 ]        |
| Макс Камински Трофи                                | 2025       | [ 18 ]        |
| Попадание в первую сборную всех звёзд OHL          | 2025       | [ 19 ]        |